# Jan Pieter Nicolaas Land
Jan Pieter Nicolaas Land (Delft, 23 april 1834 - Arnhem, 30 april 1897) was een Nederlands oriëntalist, wijsgeer en hoogleraar in de wijsbegeerte en de Oosterse talen.

## Levensloop
Hij was zoon van arts Axel Lourents Land en Catharina Elizabeth Hulsbeek. Hijzelf huwde Wilhelmina Cremer. Land, een broer van jurist en hoogleraar Nicolaas Karel Frederik Land, bezocht de Herrnhuttersschool in Neuwied (Duitsland) van 1843 tot 1846, en het Stedelijk Gymnasium in Leeuwarden. Hierna studeerde hij letteren aan de Universiteit van Leiden en promoveerde in 1854 op het proefschrift Disputatio de carmine Jacobi, Gen. XLIX over onderzoek en interpretatie van het Oude Testament.
Na zijn promotie deed hij enige jaren onderzoek voor de Universiteitsbibliotheek Leiden in het British Museum. In 1859 werd hij algemeen secretaris van het Nederlands Bijbelgenootschap.
In 1864 werd hij hoogleraar in de wijsbegeerte en de Oosterse talen aan de Universiteit van Amsterdam. Hij bekleedde deze functie tot 1872; in dat jaar werd hij hoogleraar wijsbegeerte aan de Rijksuniversiteit Leiden. Vanaf 1872 was hij lid van de Koninklijke Nederlandse Akademie van Wetenschappen.
Op het gebied van de logica en filosofie was Land een criticus van Cornelis Willem Opzoomer (1821-1892). De bekendste leerling van Land was Gerard Heymans (1857-1930).

## Werk

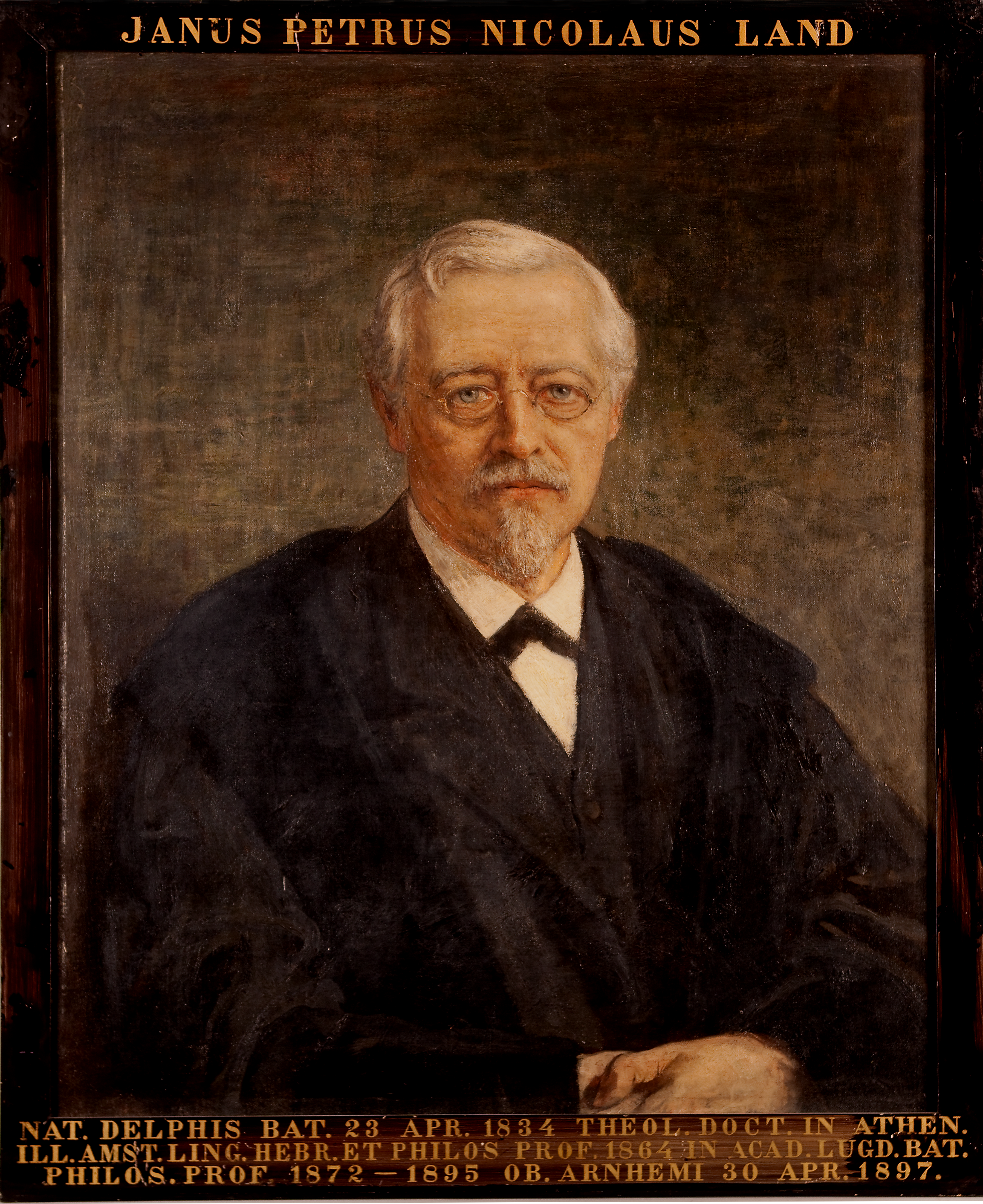
Portret van Land door Haverman

Land schreef een tiental monografieën, waarvan er enige in zijn tijd als standaardwerken werden beschouwd. Zo schreef hij werken over filosofen als Allard Pierson en Arnold Geulincx (1624-1669), en onderwerpen als kritische zedenleer, formele logica en Schotse wijsgeren aan Nederlandse hogescholen.
Verder schreef Land tussen 1864 en 1896 tientallen artikelen over personen als Cornelis Willem Opzoomer (1821-1892), J.F.L. Schröder (1774-1845), Spinoza (1632-1677), Constantijn Huygens (1596-1687), en Victor August Julius (1851-1902). 
Postum verscheen in 1899 nog De wijsbegeerte der Nederlanden, een van de eerste overzichtswerken over de wijsbegeerte in Nederland.
De muziekgids van J.H. Letzer wees op zijn verdere belangstelling voor muziek, blijkend uit het door hem geschreven voorwoord "met eene voorrede over onze kennis der Javaansche muziek" bij De gamelan te Jogjakarta van J. Groneman. 

## Publicaties, een selectie
- Het keerpunt in de wijsgeerige ontwikkeling van Dr. A. Pierson, Amsterdam : Van Kampen, 1871.
- Beginselen der analytische logica : een schets, ten gebruike bij de academische lessen ontworpen, Leiden : Brill, 1873.
- De oude en nieuwe universiteit, Leiden, 1886.
- Inleiding tot de wijsbegeerte, Den Haag : Nijhoff, 1889.
- Leibniz und Spinoza, Leiden, 1891.
- Philosophy in the Dutch Universities, Leiden, 1877.
- Musique et musiciens au XVIIe siècle. Correspondance et oeuvre musicales de Constantin Huygens. Met Willem Jozef Andreas Jonckbloet [ed.]. Leiden: Brill, 1882.
- Arnold Geulincx und seine Philosophie Den Haag : Nijhoff, 1895.
- De wijsbegeerte der Nederlanden. 's Gravenhage, 1899.